# Hecalapona spinara
Hecalapona spinara är en insektsart som beskrevs av Delong och Triplehorn 1979. Hecalapona spinara ingår i släktet Hecalapona och familjen dvärgstritar. Inga underarter finns listade i Catalogue of Life.